# Федорищак Мар'ян-Роман Петрович
Федорищак Мар'ян-Роман Петрович (6 червня 1944 року) — український географ, ґрунтознавець, кандидат сільськогосподарських наук, доцент Київського національного університету імені Тараса Шевченка.

## Біографія
Народився 6 червня 1944 року в смт Нижанковичі Старосамбірського району Львівської області. Закінчив 1969 року географічний факультет Львівського державного університету імені Івана Франка. У Київському університеті працює з 1978 року молодшим науковим співробітником на кафедрі фізичної географії та охорони природи, з 1980 року старший викладач, з 1985 року — доцент кафедри фізичної географії, з 1995 року — кафедри географії України. Кандидатська дисертація «Окисно-відновні процеси в дерново-підзолистих ґрунтах Передкарпаття» захищена у 1975 році. Фахівець у галузі ґрунтознавства та фізичної географії. Досліджував фізико-хімічні аспекти меліорації надмірно перезволожених ґрунтів, сучасні процеси вторинного засолення заплавних і дельтових ґрунтів Дніпра та Дністра.

## Наукові праці
Автор понад 70 наукових праць. Основні праці:
1. Загальне землезнавство: Посібник для студентів географічних спеціальностей ВНЗ. — К., 1995.
2. Загальне землезнавство: Підручник — К. 2008 (у співавторстві).
3. Українська екологічна енциклопедія. — К. 2006 (у співавторстві).